# Поляков, Михаил Николаевич
Михаил Николаевич Поляков (1895, город Саратов, теперь Саратовской области, Российская Федерация — ?)  — советский военный деятель, политический работник, член Военного совета Киевского военного округа, полковник. Член ЦК КП(б)У в июне 1938 — мае 1940 г. Член Организационного бюро ЦК КП(б)У в июне — декабре 1938 г.

## Биография
В 1918 году добровольцем ушел в Красную армию. Участник Гражданской войны в России в 1918—1921 годах на Уральском фронте, на Дону и Кубани.
Член РКП(б) с 1918 года.
Потом — на политической работе в Красной армии.
В апреле — ноябре 1938 г.  — член Военного совета Киевского военного округа.
С 1940 г.  — военный комиссар, заместитель начальника по политической работы Военно-ветеринарной академии Красной армии.
Затем — в отставке.

## Звание
- бригадный комиссар (2.01.1936)
- дивизионный комиссар (17.02.1938)
- полковник (1943)

## Награды
- орден Красного Знамени (1938)
- орден Красной Звезды (18.09.1943)
- орден Трудового Красного Знамени Закавказской СФСР (1933)
- медаль «ХХ лет РККА» (22.02.1938)
- медали